# Lopaphus nanoalatus
Lopaphus nanoalatus är en insektsart som beskrevs av Brock 1999. Lopaphus nanoalatus ingår i släktet Lopaphus och familjen Diapheromeridae. Inga underarter finns listade i Catalogue of Life.